# Ceratina nigroaenea
Ceratina nigroaenea är en biart som beskrevs av Carl Eduard Adolph Gerstäcker 1869. Ceratina nigroaenea ingår i släktet märgbin, och familjen långtungebin. Inga underarter finns listade i Catalogue of Life.

## Bildgalleri

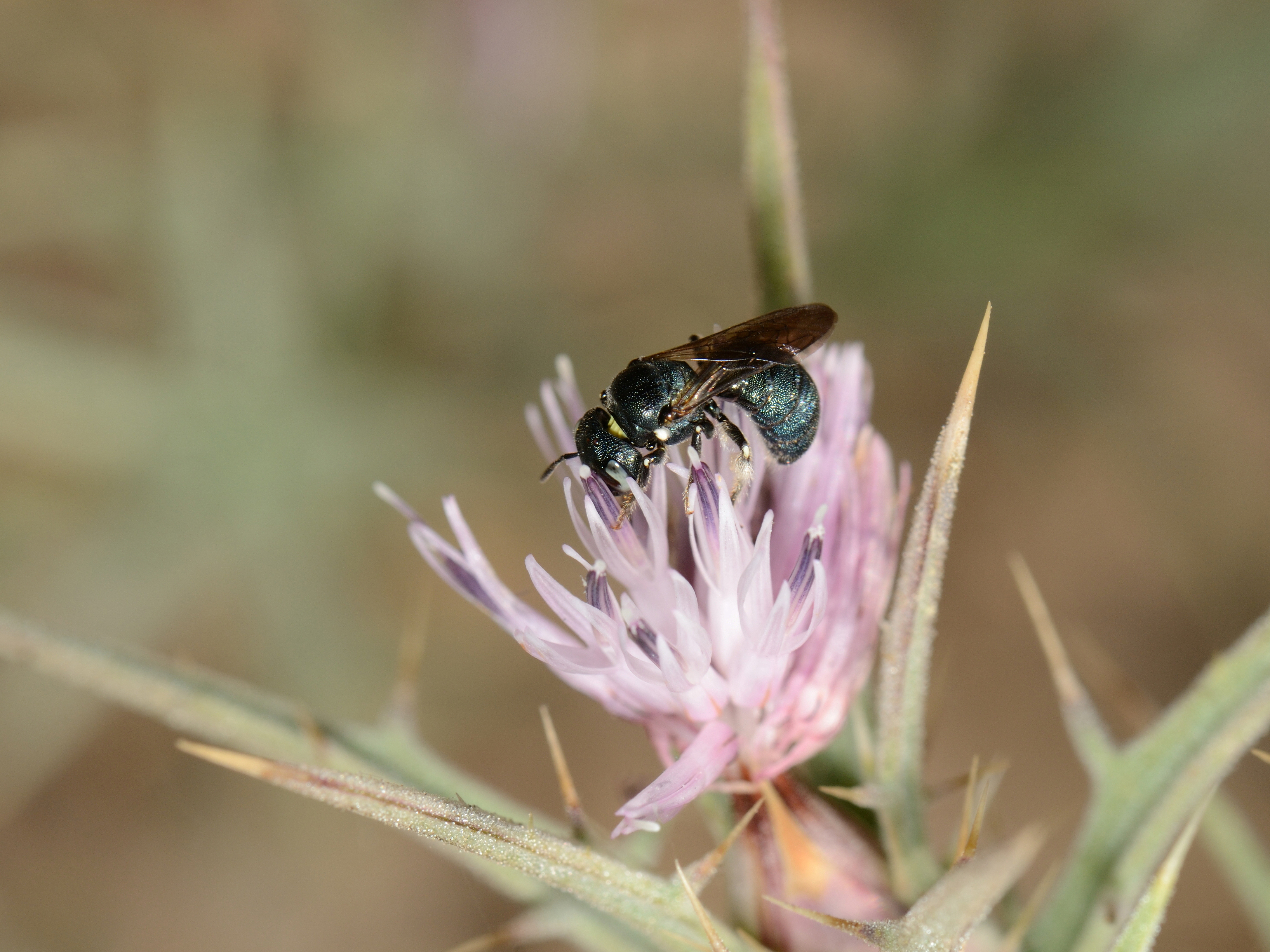